# Axel Zingle
Axel Zingle (* 18. prosince 1998) je francouzský profesionální silniční cyklista jezdící za UCI WorldTeam Cofidis.

## Hlavní výsledky

### Silniční cyklistika
2020
Národní šampionát
 vítěz silničního závodu do 23 let
9. místo Paříž–Camembert
2021
Tour de Guadeloupe
vítěz 1. etapy
3. místo Classic Grand Besançon Doubs
6. místo Tour du Jura
8. místo Route Adélie
8. místo Tour de Vendée
2022
vítěz Route Adélie
vítěz Famenne Ardenne Classic
2. místo Circuit de Wallonie
Národní šampionát
3. místo silniční závod
3. místo Tour du Jura
Arctic Race of Norway
4. místo celkově
 vítěz bodovací soutěže
vítěz 1. etapy
Circuit de la Sarthe
5. místo celkově
7. místo Cholet-Pays de la Loire
7. místo Druivenkoers Overijse
8. místo Grand Prix de Wallonie
9. místo Boucles de l'Aulne
9. místo Paříž–Bourges
10. místo Paříž–Camembert
10. místo Grote Prijs Marcel Kint
2023
vítěz Classic Loire Atlantique
Boucles de la Mayenne
3. místo celkově
3. místo Tour du Finistère
4. místo Trofeo Ses Salines–Alcúdia
4. místo Grote Prijs Jef Scherens
5. místo Trofeo Calvià
5. místo Brabantský šíp
6. místo Boucles de l'Aulne
7. místo Cholet-Pays de la Loire
7. místo Japan Cup
Renewi Tour
8. místo celkově
9. místo Grand Prix du Morbihan
9. místo Trofeo Palma–Palma
10. místo Amstel Gold Race
2024
Tour de La Provence
2. místo celkově

#### Výsledky na Grand Tours
| Grand Tour      | 2023 | 2024 |
| --------------- | ---- | ---- |
| Giro d'Italia   | —    | —    |
| Tour de France  | 142  | 108  |
| Vuelta a España | —    |      |

| —   | Nezúčastnil se |
| DNF | Nedokončil     |

### Horská kola
2016
vítěz Roc d'Azur Juniors
Mistrovství Evropy
 2. místo smíšená štafeta
 3. místo cross-country juniorů
Národní šampionát
3. místo cross-country juniorů
2018
Národní šampionát
2. místo cross-country do 23 let